# Villa Los Llanos-Juárez Celman
Se denomina Villa Los Llanos - Juárez Celman a la aglomeración urbana que se extiende entre las localidades argentinas de Villa Los Llanos y Juárez Celman dentro del Departamento Colón, provincia de Córdoba, en las coordenadas 31°16′34″S 64°09′44″O / -31.27611, -64.16222 a lo largo de una franja a la vera de la Ruta Nacional 9, unos 15 km al norte de la ciudad de Córdoba.

## Población
Se la considera una aglomeración desde en el censo de 1991. Cuenta con 5,973 habitantes (Indec, 2010). En el anterior censo contaba con 3,941 habitantes (Indec, 2001), lo que representa un incremento del 51,56%.
| Localidad        | Población (2010) | Población (2001) |
| ---------------- | ---------------- | ---------------- |
| Villa Los Llanos | [ 2 ]            | 3.199            |
| Juárez Celman    | [ 2 ]            | 742              |
| Total            | 5.973            | 3.941            |